# Catasetum moorei
Catasetum moorei är en orkidéart som beskrevs av Charles Schweinfurth. Catasetum moorei ingår i släktet Catasetum och familjen orkidéer. Inga underarter finns listade i Catalogue of Life.